# Дружстевна-прі-Горнаде
Дружстевна-прі-Горнаде (словац. Družstevná pri Hornáde) — село в окрузі Кошиці-околиця Кошицького краю Словаччини. Площа села 9,55 км². Станом на 31 грудня 2016 року в селі проживало 2726 жителів.

## Історія
Перші згадки про село датуються 1423 роком.

## Населення
| Рік:            | 1994. | 2004.    | 2014.    | 2024.   |
| --------------- | ----- | -------- | -------- | ------- |
| Кількість осіб: | 3021  | 2177     | 2678     | 2852    |
| Різниця:        |       | -27,93 % | +23,01 % | +6,49 % |

| Рік:            | 2023. | 2024.   |
| --------------- | ----- | ------- |
| Кількість осіб: | 2804  | 2852    |
| Різниця:        |       | +1,71 % |